# Валентин Танев
Валентин Танев Танев е български театрален и филмов актьор и режисьор.

## Биография
Роден е на 21 октомври 1957 г. Завършва ВИТИЗ през 1984 г. в класа на проф. Крикор Азарян. Известен е с участието си в шоуто Улицата, както и в пиеси като „Фенове“, „Веселите Разплюеви дни“, „Самолетът беглец“, „Хъшове“, „Лазарица“, „В очакване на Годо“ и други.
Има роли в киното, като копродукцията „Изток-Запад“, „Хайка за вълци“, „Дунав мост“.
Работил е в Сливенския театър, театрална работилница „Сфумато“, Държавния пътуващ театър, театър „Ла Страда“. От 1998 г. е в трупата на Народния театър „Иван Вазов“. Играе и на сцената на Театър 199.
От 2007 г. работи и като водещ на телевизионното предаване „Господари на ефира“.

## Театрални роли
- Джордж в „Слънчево с гръмотевици“ от К. Лудвик – Малък градски театър „Зад канала“
- Йосариан в „Параграф 22“ от Дж. Хелър – Сатиричен театър „Алеко Константинов“
- В Народен театър „Иван Вазов“:
  - Кърлежа в „На дъното“ по Максим Горки
  - Той в „Боб“ от Елин Рахнев
  - Юзъм в „Самолетът беглец“ от Камен Донев
  - Ричард Ноукс в „Аркадия“ от Том Стопард
  - Феликс в „Дядо Коледа е боклук“ от Ж. Баласко
  - Едип в „Едип цар“ от Софокъл
  - Макдъф в „Макбет“ от Уилям Шекспир
  - Магбед в „Магбед“ от Йожен Йонеско

## Телевизионен театър
- „Братът на Бай Ганя Балкански“ (мюзикъл, 1997)

## Филмография
- Войната на буквите – Роман I Лакапин (2023)
- В сърцето на машината (2022) – Лалев
- Белези (2021) – Стоян
- Уют (2019) – Мецан
- Скъпи наследници (тв сериал, 2018) – Иван
- Воевода (2016) – Мурад бей
- На границата (6-сер. тв, 2014) – директорът
- Дървото на живота (24-сер. тв, 2013) – фелдфебелът
- Стъпки в пясъка (2009) – капитан Колев
- Хиндемит (2008)
- Хъшове (тв сериал, 2009) – хаджият
- Малки разговори (2007) – фелдшер
- Врабците през октомври (8-сер. тв, 2006) – Йован
- Приключенията на един Арлекин (4-сер. тв, 2007) – (в серия: II)
- Пазачът на мъртвите (2006)
- Маймуни през зимата (2006) – Лазар
- Леден сън (2005) – Спас
- Un amour à taire (тв филм) (2005) – директор на затвора
- Морска сол (тв сериал, 2005) – коминочистач
- Другият наш възможен живот (2005) – Пешо Шестицата, колега ватман
- Spartacus (тв филм, 2004)
- Ганьо Балкански се завърна от Европа (4-сер. тв, 2004) – Филип Гочоолу (в 4 серии: от I до IV вкл.)
- Резерват за розови пеликани (тв филм, 2003) – Метев, бизнесмен
- Камера! Завеса! (6-сер. тв, 2002 – 2003) – доктора от психодиспансера в 1 серия (VI)
- Рапсодия в бяло (2002) – посетител в тото пункт
- Хълмът на боровинките (тв филм, 2001) – музиканта
- Ярост (2002) – капитан Райчевски
- Съдбата като плъх (тв, 2001) – Петър
- Колобър (2001) – доктор Павлов
- Пансион за кучета (2000) – пътника
- Хайка за вълци (6-сер. тв, 2000) – шивачът Стоян Кралев
- Магьосници (4-сер. тв, 1999) – Злият магьосник/Найден/цар Полиглот
- Клиника на третия етаж (35-сер. тв, 1999, 2000, 2010) – готвач (в 2 серии: XX, XXI)/водопроводчик (в 1 серия: XXXI)
- Изток - Запад (1999) – български милиционер
- The Devil (късометражен, 1999)
- Сомбреро блус (тв филм, 1999) – Тошо Циганина
- Вагнер (1998) – човек с чаши / човек с бинокъл / Рихард / работникът / любовникът

## Награди
Носител е на редица награди, сред които:
- Награда на Съюз на артистите в България през 1997 за ролята на Естрагон във „В очакване на Годо“
- Награда от Театрални празници „Благоевград `98“ за ролята на Кърлежа в „На дъното“
- Награда от ФМТФ „Враца `99“ за ролята на Той в „Боб“
- „Аскеер“ през 2006 г.[1][2]
- „Любимец 13“ през 2007 г.